# Джаркурган
Джаркурган (узб. Jarqoʻrgʻon) — місто на півдні Сурхадар'їнської області Узбекистану, районний центр Джаркурганського району. Розташований на Сурхан-Шерабадської рівнини на правому березі річки Сурхандар'ї. Також через місто протікає зрошувальний канал Занг. Статус міста з 1973 року.
Розташований на відстані 42 кілометра від Термезу та пов'язаний з обласним центром як автомобільною трасою, так і залізницею.

## Економіка
Місто є промисловим центром області: в околицях ведеться видобуток нафти та будівельних матеріалів, працюють підприємства нафтохімічної, харчової та легкої промисловості.

## Історія
Джаркурган — старовинне місто, яке розташовано на одному із торгівельних трактів Центральної Азії, відоме з раннього середньовіччя. Про фортецю Джаркурган згадували арабські географи 8 століття.
Місто входило до імперій Газневидів, турок-сельджуків, Хорезмшахів, пережило монгольський напад та розквіло завдяки вигідному розташуванню. З кінця 19 століття входило до складу середньоазійських губерній Росії, а згодом — Узбецької РСР.
Однією з пам'яток старовини Джаркургана є мінарет на південній околиці міста.